# ألوان وطنية

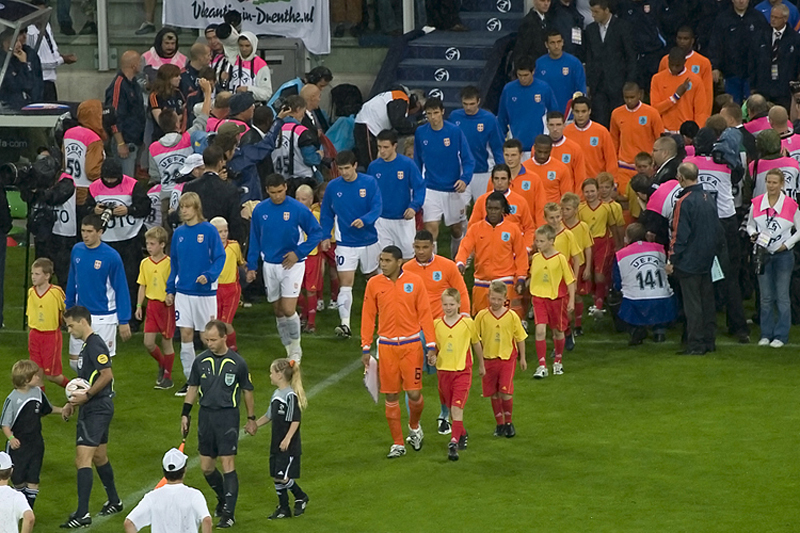

ألوان وطنية غالباً ما تكون الألوان الوطنية جزء ما مجموعة الرموز الوطنية للدولة.
اعتمدت العديد من الدول والأمم مجموعة من الألوان كألوان رسمية للدولة، في أن دولاً أخرى لها ألوان وطنية بحكم الأمر الواقع بحيث أصبحت معروفة من خلال الاستخدام الشعبي لها. تظهر الألوان الوطنية غالباً في العديد من وسائل الإعلام كاستخدام الألوان الوطنية في المناسبات الرياضية.

## قوائم
| الدولة          | العلم           | الألوان الأساسية | الألوان الثانوية      | معلومات إضافية                  |
| --------------- | --------------- | ---------------- | --------------------- | ------------------------------- |
| أستراليا        | أستراليا        | الأخضر والذهبي   | أحمر، أبيض، أزرق      | الألوان الوطنية لأستراليا       |
| كندا            | كندا            | أحمر، أبيض       | أسود[محل شك]          | الألوان الوطنية لكندا           |
| التشيك          | جمهورية التشيك  | أبيض، أحمر، أزرق |                       | الألوان الوطنية لجمهورية التشيك |
| اليونان         | اليونان         | أزرق، أبيض       |                       | الألوان الوطنية لليونان         |
| إيطاليا         | إيطاليا         | أخضر، أبيض، أحمر | أزرق سماوي            | الألوان الوطنية لإيطاليا        |
| نيوزيلندا       | نيوزيلندا       | أسود             | أبيض، فضي، أحمر رصاصي | الألوان الوطنية لنيوزيلندا      |
| صربيا           | صربيا           | أحمر، أزرق، أبيض |                       | الألوان الوطنية لصربيا          |
| المملكة المتحدة | المملكة المتحدة | أحمر، أبيض، أزرق |                       | الألوان الوطنية للمملكة المتحدة |
| أوكرانيا        | أوكرانيا        | أزرق، أصفر       |                       | الألوان الوطنية لأوكرانيا       |
| المغرب          | المغرب          | أخضر، أحمر       |                       | الألوان الوطنية للمغرب          |
| ألبانيا         | ألبانيا         | أسود، أحمر       |                       | الألوان الوطنية لألبانيا        |